# Tore Sæther
Tore Sæther, född 31 juli 1952 i Kirseberg, Malmö, är en svensk scenograf. 

## Biografi
Tore Sæther har gjort scenografi och kostym till ett stort antal drama-, musikal- och operauppsättningar på teatrar som Det Kongelige Teater i Köpenhamn, Nationaltheatret i Oslo, Den Nationale Scene i Bergen, Göteborgsoperan, Norrlandsoperan, Uppsala stadsteater, Helsingborgs stadsteater och Malmö Dramatiska Teater.

## Teater

### Scenografi
| År   | Produktion | Upphovsmän | Regi                  | Teater                             | Noter                 |
| ---- | --- | --- | --------------------- | ---------------------------------- | --------------------- |
| 1984 | Tolvskillingsoperan Die Dreigroschenoper                                                                       | Bertolt Brecht och Kurt Weill Översättning Curt Berg                                                                  | Ronny Danielsson      | Studioteatern                      |                       |
| 1986 | Ballad om en skärbräda                                                                                         | Staffan Göthe | Åsa Melldahl          | Riksteatern                        |                       |
| 1986 | Möss och människor Of Mice and Men                                                                             | John Steinbeck | Jan Tiselius          | Kronobergsteatern                  |                       |
| 1986 | Natten er dagens mor Natten är dagens mor                                                                      | Lars Norén | Göran Stangertz       | Det Kongelige Teater               |                       |
| 1987 | Röda nejlikan The Scarlet Pimpernel                                                                            | Emma Orczy Dramatisering Åsa Melldahl                                                                                 | Marika Lagercrantz    | Jordcirkus                         |                       |
| 1988 | Bröderna Lejonhjärta                                                                                           | Astrid Lindgren Dramatisering Eva Sköld                                                                               | Eva Sköld             | Malmö stadsteater                  | Scenografi och kostym |
| 1989 | Den fördömda maktlystnaden, eller Den förförde Claudius Die verdammte Staat-Sucht, oder Der verführte Claudius | Reinhard Keiser Översättning Iwar Bergkwist                                                                           | Åsa Melldahl          | Vadstena-Akademien                 |                       |
| 1990 | Don Juan eller Stengästen Dom Juan ou Le Festin de pierre                                                      | Molière Översättning Allan Bergstrand                                                                                 | Eva Sköld             | Malmö stadsteater                  |                       |
| 1990 | Gudar på äventyr                                                                                               | | Åsa Melldahl          | Jordcirkus                         |                       |
| 1991 | Den perfekta kyssen                                                                                            | Staffan Göthe | Åsa Melldahl          | Angereds teater                    |                       |
| 1992 | Oliver Twist                                                                                                   | Charles Dickens Dramatisering Dag Norgård                                                                             | Dag Norgård           | Norrbottensteatern                 |                       |
| 1993 | Fjärilsmamman                                                                                                  | Niklas Rådström och Svante Gustafsson                                                                                 | Staffan Aspegren      | Stora Teatern, Göteborg            | Scenografi och kostym |
| 1993 | Così fan tutte                                                                                                 | Wolfgang Amadeus Mozart och Lorenzo Da Ponte                                                                          | Åsa Melldahl          | Malmö musikteater                  |                       |
| 1994 | An der schönen blauen Donau Geschichten aus dem Wiener Wald                                                    | Ödön von Horvath Översättning Jan Håkansson                                                                           | Thomas Müller         | Borås stadsteater                  |                       |
| 1995 | Madama Butterfly                                                                                               | Giacomo Puccini, Luigi Illica och Giuseppe Giacosa                                                                    | Staffan Aspegren      | Göteborgsoperan                    |                       |
| 1996 | Upptäcktsresande                                                                                               | Gustaf Appelberg | Kent Sjöström         | Teater 23                          |                       |
| 1997 | Revisorn Ревизор, Revizor                                                                                      | Nikolaj Gogol Översättning Staffan Skott                                                                              | Dag Norgård           | Regionteatern Blekinge Kronoberg   |                       |
| 1998 | Krymplingen på Inishmaan The Cripple of Inishmaan                                                              | Martin McDonagh Översättning Magnus Hedlund                                                                           | Thomas Müller         | Helsingborgs stadsteater           | Scenografi och kostym |
| 1998 | Tolvskillingsoperan Die Dreigroschenoper                                                                       | Bertolt Brecht och Kurt Weill Översättning Staffan Holmgren och Maria Ortman                                          | Åke Sandgren          | Norrlandsoperan/ Ögonblicksteatern |                       |
| 1999 | Maskeradbalen Un ballo in maschera                                                                             | Giuseppe Verdi och Antonio Somma                                                                                      | Staffan Aspegren      | Musikteatern i Värmland            |                       |
| 2000 | Vår starke man - samhällets stöttepelare Samfundets støtter                                                    | Henrik Ibsen | Åsa Melldahl          | Malmö Dramatiska Teater            |                       |
| 2002 | Lycksalighetens ö                                                                                              | Hilding Rosenberg | Åsa Melldahl          | Norrlandsoperan                    |                       |
| 2002 | Tolvskillingsoperan Die Dreigroschenoper                                                                       | Bertolt Brecht och Kurt Weill Översättning Sven Hugo Persson                                                          | Åsa Melldahl          | Östgötateatern                     | Scenografi och kostym |
| 2003 | Sound of Music                                                                                                 | Richard Rodgers, Oscar Hammerstein, Howard Lindsay och Russel Crouse Översättning Staffan Götestam och Erik Fägerborn | Staffan Aspegren      | Göteborgsoperan                    |                       |
| 2004 | Utsikt från en bro A view from the bridge                                                                      | Arthur Miller Översättning Birgitta Hammar                                                                            | Thomas Müller         | Malmö Dramatiska Teater            |                       |
| 2005 | South Pacific                                                                                                  | Richard Rodgers, Oscar Hammerstein och Joshua Logan Översättning Sven Hugo Persson                                    | Åsa Melldahl          | Malmö Dramatiska Teater            |                       |
| 2006 | Figaros bröllop Le nozze di Figaro                                                                             | Wolfgang Amadeus Mozart och Lorenzo Da Ponte Översättning Birgitta Rydholm                                            | Åsa Melldahl          | Malmö Opera                        |                       |
| 2011 | Momo och kampen om tiden Momo                                                                                  | Michael Ende Bearbetning Thomas Forsberg                                                                              | Frede Gulbrandsen(da) | Malmö stadsteater                  |                       |
| 2014 | Amadeus | Peter Shaffer Översättning Göran O. Eriksson                                                                          | Frede Gulbrandsen(da) | Malmö stadsteater                  |                       |
| 2016 | Trettondagsafton Twelfth Night, or What You Will                                                               | William Shakespeare                                                                                                   | Frede Gulbrandsen(da) | Malmö stadsteater                  |                       |